# Xavier Orville
Xavier Orville est né le 3 janvier 1932 à Case-Pilote, en Martinique. Il était écrivain, professeur agrégé d'espagnol et conseiller culturel du président sénégalais Léopold Sédar Senghor de 1979 à 1981.

## Biographie
Né en janvier 1932 à Case-Pilote, il effectue ses études secondaires au lycée Victor-Schœlcher de Fort-de-France où il décroche son baccalauréat de philosophie. Puis, il quitte la Martinique en 1952. Il continue ses études par une agrégation d'espagnol et un doctorat du IIIe cycle à la Faculté de Lettres de Toulouse. Le sujet de sa thèse est Le Monde caraïbe dans l'œuvre romanesque de Alejo Carpentier..
Il enseigne l'espagnol au lycée polyvalent du Mirail (Toulouse). Il enseigne aussi l'espagnol au lycée Pierre d'Aragon à Muret, près de Toulouse. Il se consacre également à l'écriture, y exprimant la nolstalgie de son île natale.
Plus tard, il devient le conseil culturel du président sénégalais Léopold Sédar Senghor (1979-1981) puis de son successeur, Abdou Diouf (1981-1982). Il revient en Martinique en 1983. Par la suite, il est chef de la mission d'action culturelle au Rectorat des Antilles-Guyane et est aussi chargé d'enseignement  cette université. Il décéde des suites d'un cancer le 19 août 2001.
Il est le père du chanteur comique Rodolphe Orville (dit : Henry Lebatteur) et le parrain du guitariste martiniquais Xavier Orville Junior.

## Ses publications
Romans
- Délice et le Fromager, Paris, Grasset, 1977[3].
- La Tapisserie du temps présent, Paris, Grasset, 1979.
- L'Homme aux sept noms et des poussières, Paris, Grasset, 1980.
- Le Marchand de larmes, Paris, Grasset, 1985.
- Laisser brûler Laventurcia, Paris, Grasset, 1989.
- Cœur à vie, Paris, Stock, 1993.
- La Voie des cerfs-volants, Paris, Stock, 1994.
- Moi, Trésilien-Théodore Auguste, Paris, Stock, 1996.
- Le Corps absent de Prosper Ventura (préface de Martine Le Coz), Paris, Du Rocher, 2002.

Nouvelles
- Koubaril, Toulouse, Gutenberg, s.d.
- Le Parfum des belles de nuit, Saint-Maur, Sépia, 1996.
- « Sous-marins », in Bernard Magnier (dir.), À peine plus qu'un cyclone aux Antilles, Cognac, Le Temps qu'il fait, 1998, p. 31-36.

Théâtre
Certaines pièces de Xavier Orville ont été mises en scène et publiées, comme Cœur de vie (Paris, Stock, 1993) et La Romance (1994). Traversée a été jouée par le théâtre du Flamboyant de la Martinique en octobre 1995 et présentée au Festival des francophonies à Limoges.
Articles
- « Création romanesque et conception antillaise du monde », Parcours, n° 13-14.
- « Écrire dans la Caraïbe aujourd'hui », Conjonction, n° 202 (1997), p. 81-86.

## Distinctions littéraires
- 1979 : Prix littéraire des Caraïbes, pour Délice et le Fromager.
- 1993 : Prix Frantz-Fanon, pour Cœur à vie.